# Доменико Скарлати
Ђузепе Доменико Скарлати (итал. Domenico Scarlatti; Напуљ, 26. октобар 1685 — Мадрид, 23. јул 1757) био је италијански композитор. Велики део свог живота провео је у служби португалске и шпанске краљевске породице. Припада епохи барока, а његова музика је утицала на развој класицизма. Као и његов отац, Александро Скарлати, компоновао је различите музичке форме од којих су најпознатије 555 соната за клавир.

## Биографија
Рођен је у Напуљу 1685, исте године као и Јохан Себастијан Бах и Георг Фридрих Хендл. Био је шесто од десет деце и млађи брат Пјетра Филипа Скарлатија, такође музичара. Вероватно је прво учио код оца, композитора и учитеља Александра Скарлатија, а затим код Гаетана Грека, Франческа Гаспаринија и Бернарда Пасквинија, који су утицали на његов музички стил.
Постао је композитор и оргуљаш Краљевске капеле у Напуљу 1701. године. Три године касније, ревидирао је Поларолову оперу „Ирена“ за извођење у Напуљу. Недуго затим, отац га је послао у Венецију. Од тада па до 1709. Скарлатијев живот остао је непознат, када одлази у Рим у служби пољске краљице Марије Казимире која је ту била у егзилу. За њу је компоновао неколико опера. У Риму је упознао Томаса Розенгрејва. Већ тада он је био угледан чембалиста. Постављен је за мајстора Капеле Светог Петра од 1715. до 1719. године, када одлази у Лондон да би дириговао извођењу своје опере „Нарцис“ у Краљевом театру.
Од Винћента Бикија, тадашњег папског нунција, сазнајемо да је Скарлати стигао у Лисабон 29. новембра 1719. године. Тамо је подучавао португалску принцезу Марију Магдалену Барбару. Напустио га је 28. јануара 1727. и отишао у Рим, где се оженио са Маријом Катерином Ђентили 6. маја 1728. године. Године 1729. преселили су се у Севиљу, где ће остати наредне четири године и упознати фламенко.
Године 1733. отишао је у Мадрид да би подучавао принцезу Марију Барбару, која је касније постала краљица Шпаније. Ту је остао наредних 25 година и добио петоро деце. После смрти своје прве супруге 1742. године, оженио се Шпанкињом Анастасијом Ксименес. Из тог периода потичу 555 соната.
Скарлатијев пријатељ и кастрат Фаринели, Наполитанац по пореклу, такође је уживао краљевски патронат у Мадриду. Музиколог Ралф Киркпатрик је коментарисао да Скарлатијева преписка са Фаринелијем обезбеђује директне информације о њему и које су сачуване до дана данашњег. Доменико Скарлати је умро у Мадриду у 71. години. Његови потомци су још увек живи и налазе се у Мадриду.